# Белая Берель
Белая Берель — река в Восточно-Казахстанской области, правый приток Бухтармы (бассейн Иртыша). Длина реки 65 км, площадь бассейна около 1040 км². Питается водами, вытекающими из ледников Катунского хребта Алтая.

## География
Белая Берель вытекает из под ледников Большой Берельский (непосредственно на южном склоне массива Белуха) и Малый Берельский, на южном склоне Катунского хребта на Алтае. Высота точки, где соединяются ледники, составляет 2102 метра. Река течет сначала на юго-запад, затем на юг. Ниже примерно 1900 метров река входит в зону леса, которая начинается сначала по правому берегу, затем по левому. Лес хвойный. Крупные притоки — Большая Кокколь (левый), Чёрная Берель (левый), Арасан (левый), Язовая (правый). Впадает в Бухтарму двумя рукавами у села Берель.
В верховьях Белая Берель протекает по каньону длиной 12 км. На Большой Кокколи имеется Коккольский водопад высотой 40 м.
В верховьях долина Белой Берели образует аппендикс, которым территория Казахстана вдаётся в территорию России: с севера, запада и востока горные хребты служат водоразделами долины Белой Берели с долинами Катуни и Аргута.

## Режим посещения
Верховья Белой Берели являются популярным туристическим объектом, там проводятся самодеятельные и организованные туристические походы.
В настоящее время переходы из России в Казахстан и обратно в районе Катунского хребта запрещены, так как там нет официально организованных таможенных пунктов. Любое пересечение границы пресекается силами погранвойск обеих сторон. Для посещения верховьев реки Берель, а также долин Чёрной и Белой Берели необходимо оформить в Усть-Каменогорске разрешение на посещение погранзоны с обязательным приложением маршрутного листа.